# Eria sordida
Eria sordida är en orkidéart som beskrevs av Henry Nicholas Ridley. Eria sordida ingår i släktet Eria och familjen orkidéer. Inga underarter finns listade i Catalogue of Life.